# 양지 (재즈 가수)

양지는 대한민국의 재즈 가수이다. 2016년 싱글 앨범 태양이 뜨거울 때로 통해 데뷔했다.

## 방송
- 너의 목소리가 보여
- 싱어게인2 - 38호 가수